# Filipstads landsfiskalsdistrikt
Filipstads landsfiskalsdistrikt var 1918–1964 ett landsfiskalsdistrikt i Värmlands län, bildat som Storfors landsfiskalsdistrikt när Sveriges indelning i landsfiskalsdistrikt trädde i kraft den 1 januari 1918, enligt beslut den 7 september 1917. Den 1 januari 1945 (enligt beslut den 22 december 1944) ändrades distriktets namn till Filipstad. Den 1 januari 1965 avskaffades i Sverige samtliga landsfiskaler och landsfiskalsdistrikt, och deras arbetsuppgifter delades upp på de nyskapade indelningarna polisdistrikt, åklagardistrikt och kronofogdedistrikt.
Landsfiskalsdistriktet låg under länsstyrelsen i Värmlands län.

## Ingående områden
När Sveriges nya indelning i landsfiskalsdistrikt trädde i kraft den 1 oktober 1941 (enligt kungörelsen den 28 juni 1941) lämnades Storfors landsfiskalsdistrikt opåverkat, men regeringen anförde i kungörelsen att den ville i framtiden besluta om Filipstads stads förenande med landsfiskalsdistriktet. 1 januari 1945 (enligt beslut den 9 juni 1944) förenades staden med landsfiskalsdistriktet. 1 januari 1950 utbröts Storfors köping ur Kroppa landskommun för att ingå i distriktet. När Sveriges nya indelning i landsfiskalsdistrikt trädde i kraft den 1 januari 1952 (enligt kungörelsen 1 juni 1951) ändrades distriktets omfattning.

### Från 1918
Färnebo härad:
- Brattfors landskommun
- Kroppa landskommun
- Lungsunds landskommun

### Från 1945
- Filipstads stad

Färnebo härad:
- Brattfors landskommun
- Kroppa landskommun
- Lungsunds landskommun

#### Tillkomna senare
- Storfors köping: Utbruten 1 januari 1950 ur Kroppa landskommun.

### Från 1 januari 1952
- Filipstads stad
- Kroppa landskommun
- Storfors köping
- Ullvätterns landskommun